# نيل ستاينبرغ
نيل ستاينبرغ (بالإنجليزية: Neil Steinberg)‏ هو صحفي أمريكي، ولد في 10 يونيو 1960.